# Бетліар
Бетліар (словац. Betliar), замок у Гемерському регіоні Словаччини.

## Історія
Замок був побудований Штефаном Андраші на початку XVIII століття на місці ренесансного замку сім'ї Бебек. У 1880—1886 рр. було проведено перебудову в стилі французького мисливського замку. У замку знаходиться велика колекція книг, картин та інших предметів мистецтва. У парку навколо посаджено рідкісні види дерев, а також є ділянка незайманого тисового лісу.

## Світлини замку

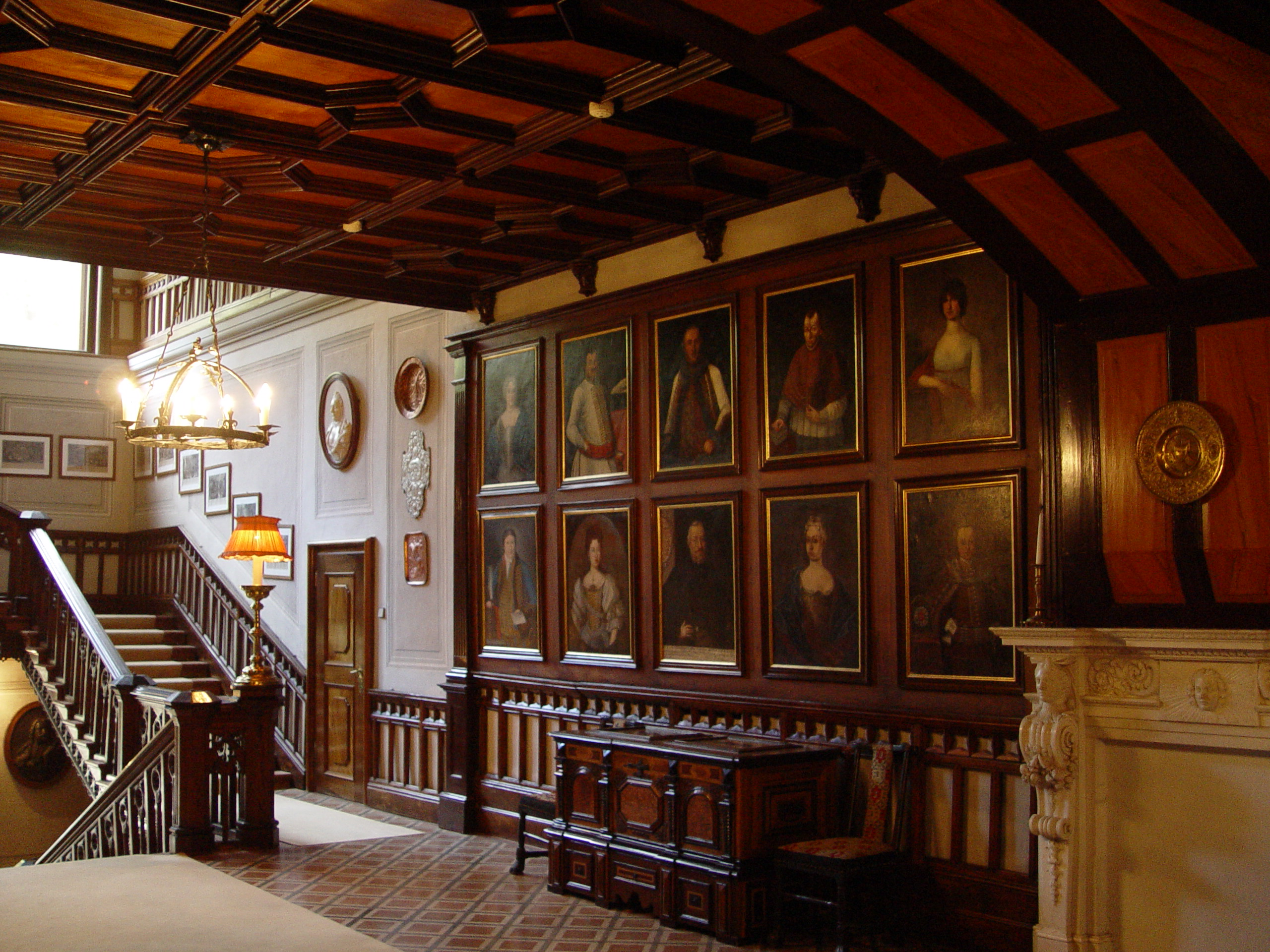
Вид всередині
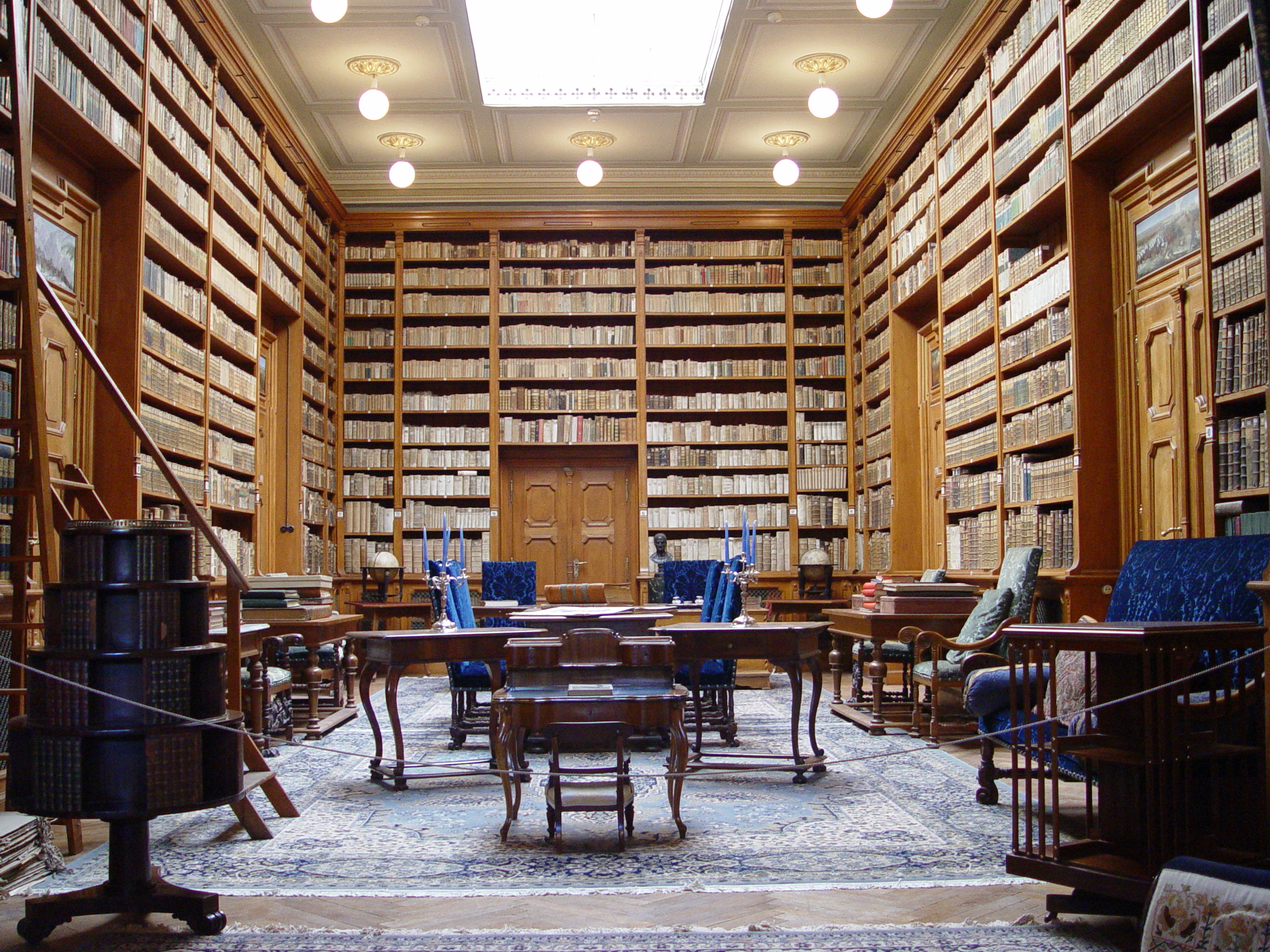
Інтер'єр
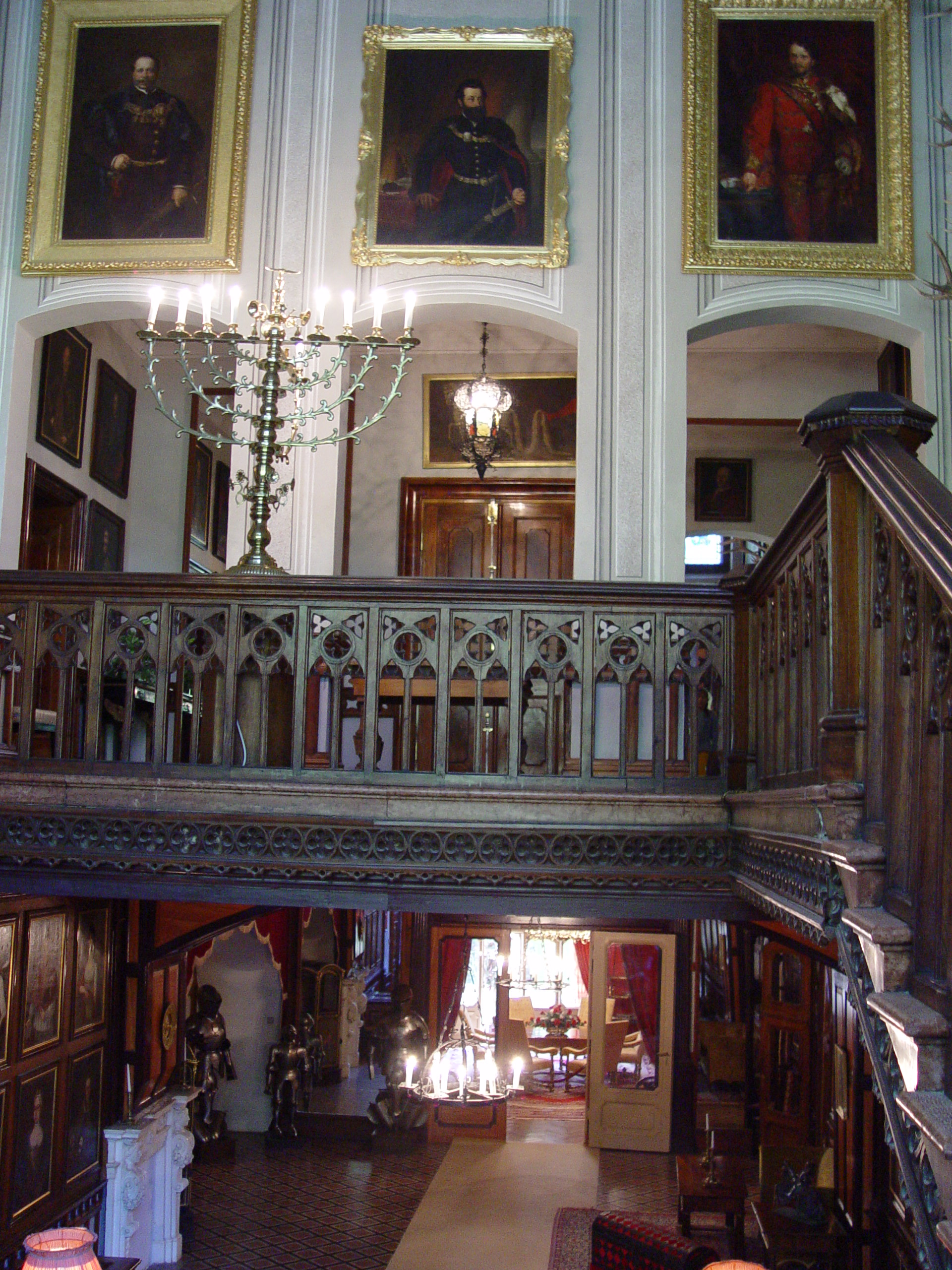
Інтер'єр
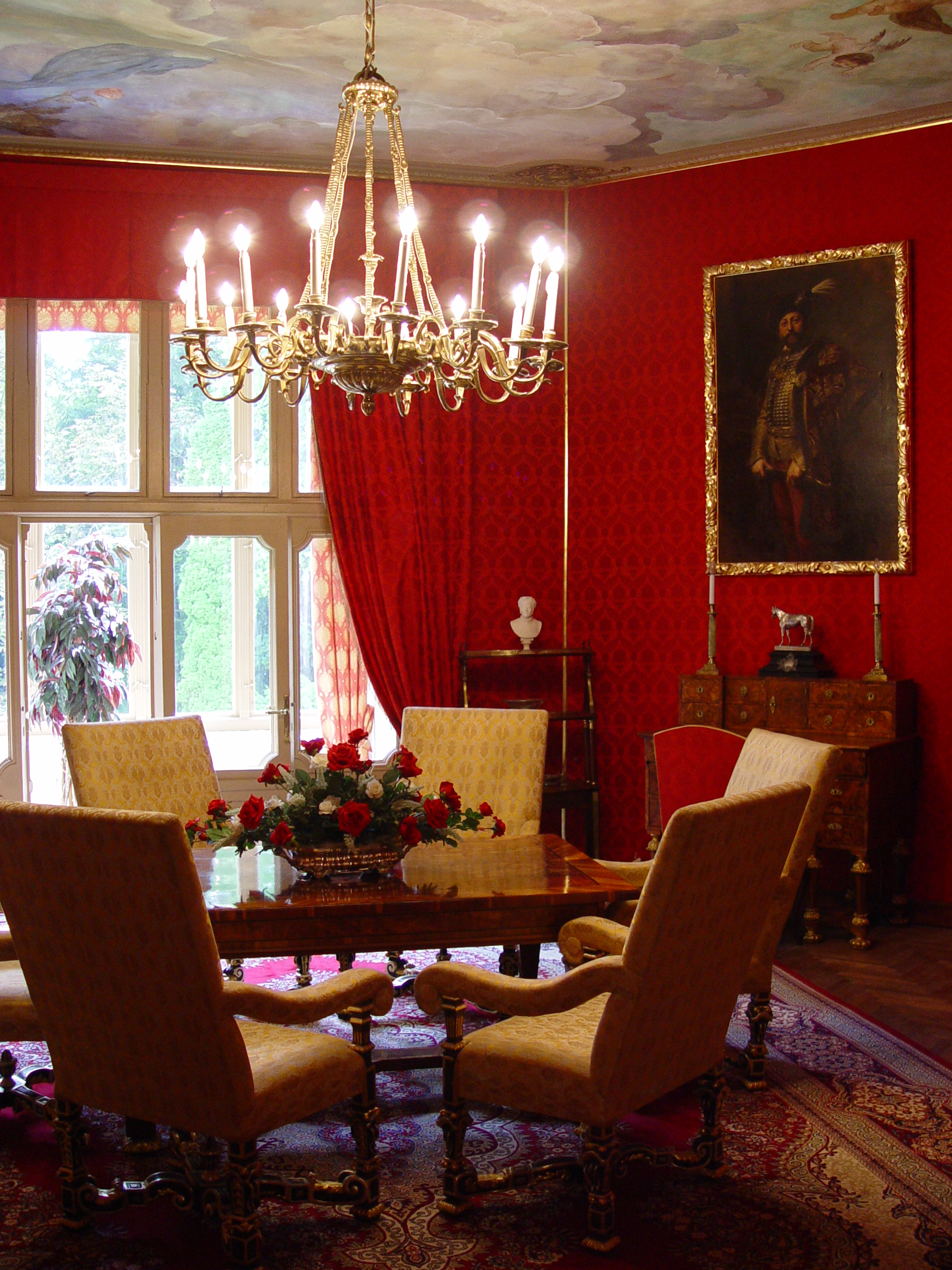
внутрішня сходи